# Chaetarcturus beddardi
Chaetarcturus beddardi là một loài chân đều trong họ Antarcturidae. Loài này được Gurjanova miêu tả khoa học năm 1935.